# Urs Kryenbühl
Urs Kryenbühl, né le 28 janvier 1994 à Unteriberg (dans le canton de Schwytz), est un skieur alpin suisse, spécialisé dans les disciplines de vitesse.
Il fait partie de l'Equipe Nationale pour la saison 2021-2022.

## Biographie
Il est actif dans les compétitions officielles de la FIS à partir de la saison 2009-2010.
Aux Championnats du monde junior 2014, il est quatrième de la descente. Il remporte cette année son premier titre de champion de Suisse en descente.
Il fait ses débuts en coupe du monde en décembre 2014, marquant ses premiers points avec une 25e sur la descente de Santa Caterina. 
En coupe d'Europe, il monte sur neuf podiums dont deux victoires.
En décembre 2019, il monte sur son premier podium de coupe du monde en terminant deuxième de la descente de Bormio, derrière Dominik Paris et devant Beat Feuz.
Le 22 janvier 2021, lors d'une descente de la Streif à Kitzbühel, une terrible chute à plus de 145 km/h sur le dernier saut avant l'arrivée lui provoque des blessures importantes : une commotion cérébrale, une fracture de la clavicule droite et une déchirure des ligaments croisé et interne du genou droit. Cet incident donne un coup d'arrêt à une carrière qui devenait prometteuse.

## Palmarès

### Coupe du monde
- Première course : 28 décembre 2014, descente de Santa Caterina, 25ème
- Premier top10 et premier podium : 28 décembre 2019, descente de Bormio, 2ème
- Meilleur classement général : 44e en 2020-2021
- Meilleur classement de descente : 15ème en 2020 et en 2021
- 3 podiums en individuel : 1 deuxième place et 2 troisièmes places.

| Saison/Classement | Général | Général | Descente | Descente | Super G | Super G | Combiné | Combiné |
| Saison/Classement | Class.  | Points  | Class.   | Points   | Class.  | Points  | Class.  | Points  |
| ----------------- | ------- | ------- | -------- | -------- | ------- | ------- | ------- | ------- |
| 2014-2015         | 142e    | 6       | 54e      | 6        | -       | -       | -       | -       |
| 2015-2016         | 147e    | 6       | 54e      | 6        | -       | -       | -       | -       |
| 2016-2017         | 111e    | 27      | 42e      | 16       | 43e     | 11      | -       | -       |
| 2017-2018         | 101e    | 36      | 40e      | 21       | 40e     | 15      | -       | -       |
| 2018-2019         | 115e    | 25      | 41e      | 23       | 58e     | 2       | -       | -       |
| 2019-2020         | 64e     | 129     | 15e      | 120      | -       | -       | 35e     | 9       |
| 2020-2021         | 44e     | 200     | 15e      | 133      | 23e     | 67      | -       | -       |
| 2021-2022         | 81e     | 71      | 34e      | 49       | 38e     | 22      | -       | -       |

### Coupe d'Europe
- Première course : 10 janvier 2013, descente de Wengen, DNF
- Premier top30 : 8 février 2013, Super G de La Thuile, 21ème
- Premier top10 : 24 janvier 2014, descente de Val d'Isère, 10ème
- Premier podium : 10 mars 2016, descente de Saalbach, 3ème
- Meilleur classement général : 10ème en 2018
- Meilleur classement finale de descente : 3ème en 2018
- 9 podiums, dont 2 victoires en descente.

| Saison/Classement | Général | Général | Descente | Descente | Super G | Super G | Combiné | Combiné |
| Saison/Classement | Class.  | Points  | Class.   | Points   | Class.  | Points  | Class.  | Points  |
| ----------------- | ------- | ------- | -------- | -------- | ------- | ------- | ------- | ------- |
| 2012-2013         | 193e    | 10      | -        | -        | 53e     | 10      | -       | -       |
| 2013-2014         | 83e     | 104     | 25e      | 64       | 27e     | 40      | -       | -       |
| 2014-2015         | 140e    | 30      | 45e      | 22       | 50e     | 8       | -       | -       |
| 2015-2016         | 28e     | 249     | 4e       | 245      | 55e     | 4       | -       | -       |
| 2016-2017         | 37e     | 238     | 22e      | 83       | 17e     | 101     | 13e     | 54      |
| 2017-2018         | 10e     | 433     | 3e       | 322      | 16e     | 111     | -       | -       |
| 2018-2019         | 28e     | 282     | 5e       | 235      | 42e     | 27      | 25e     | 20      |
| 2019-2020         | 77e     | 112     | -        | -        | 12e     | 112     | -       | -       |
| 2020-2021         | 93e     | 74      | -        | -        | 25e     | 60      | 17e     | 14      |
| 2021-2022         | 63e     | 120     | 18e      | 120      | -       | -       | -       | -       |

| Saison / Épreuve | Descente             | Total |
| ---------------- | -------------------- | ----- |
| 2015-2016        | Saalbach-Hinterglemm | 1     |
| 2018-2019        | Sella Nevea          | 1     |
| Total            | 2                    | 2     |

### Championnats du monde junior
| Édition / Épreuve           | Descente | Super G | Slalom géant | Super Combiné |
| --------------------------- | -------- | ------- | ------------ | ------------- |
| Mondiaux juniors 2014 Jasná | 4e       | 18e     | Abandon      | 14e           |

### Championnats de Suisse
Champion de descente 2014 
 Champion de descente 2019
 Vice-champion de descente 2018